# Live from the Royal Albert Hall (álbum de The Killers)
Live from the Royal Albert Hall é um álbum ao vivo lançado como DVD pela banda americana de rock The Killers. Seu lançamento oficial foi em 10 de novembro de 2009 no Reino Unido, no Canadá e nos Estados Unidos. O álbum contém a gravação de duas apresentações que a banda fez no Royal Albert Hall, em Londres, Inglaterra, em julho de 2009, e também contém imagens de apresentações que o grupo fez em festivais pela Europa em 2009. Um CD contendo o áudio dos shows também foi lançado junto com o DVD.
A capa deste DVD é de autoria do artista Paul Normansell, que também foi responsável pela arte da capa do álbum Day & Age.
Em uma entrevista, o vocalista da banda, Brandon Flowers, citou as razões do porquê do The Killers ter gravado seu primeiro DVD no Royal Albert Hall: "Londres sempre foi muito bom para nós. Eles abriram seus braços para nós antes que qualquer outro o fizesse. E o Royal Albert Hall é um lugar muito especial, um ícone. Eu cresci vendo videos de shows do Morrissey filmados lá. Então é muito legal para eu fazer parte disso aqui".
O Live from the Royal Albert Hall foi nomeado ao prêmio de "Melhor DVD" no NME Awards de 2010.

## Faixas
| DVD |                                                   |                                                        |         |  |
| N.º | Título                                            | Compositor(es)                                         | Duração |  |
| 1.  | "Enterlude"                                       | Brandon Flowers                                        |         |  |
| 2.  | "Human"                                           | Flowers, Dave Keuning, Mark Stoermer, Ronnie Vannucci  |         |  |
| 3.  | "This Is Your Life"                               | Flowers, Keuning, Stoermer, Vannucci                   |         |  |
| 4.  | "Somebody Told Me"                                | Flowers, Keuning, Stoermer, Vannucci                   |         |  |
| 5.  | "For Reasons Unknown" (versão estendida)          | Flowers                                                |         |  |
| 6.  | "The World We Live In"                            | Flowers, Keuning, Stoermer, Vannucci                   |         |  |
| 7.  | "Joy Ride"                                        | Flowers, Keuning, Stoermer, Vannucci                   |         |  |
| 8.  | "I Can't Stay" (versão estendida com piano)       | Flowers, Keuning, Stoermer, Vannucci                   |         |  |
| 9.  | "Bling (Confession of a King)" (versão estendida) | Flowers, Stoermer                                      |         |  |
| 10. | "Shadowplay" (cover do Joy Division)              | Ian Curtis, Peter Hook, Stephen Morris, Bernard Sumner |         |  |
| 11. | "Smile Like You Mean It"                          | Flowers, Stoermer                                      |         |  |
| 12. | "Losing Touch"                                    | Flowers, Keuning, Stoermer, Vannucci                   |         |  |
| 13. | "Spaceman" (versão estendida)                     | Flowers, Keuning, Stoermer, Vannucci                   |         |  |
| 14. | "A Dustland Fairytale" (versão estendida)         | Flowers, Keuning, Stoermer, Vannucci                   |         |  |
| 15. | "Sam's Town" (versão acústica)                    | Flowers                                                |         |  |
| 16. | "Read My Mind"                                    | Flowers, Keuning, Stoermer                             |         |  |
| 17. | "Mr. Brightside"                                  | Flowers, Keuning                                       |         |  |
| 18. | "All These Things That I've Done"                 | Flowers                                                |         |  |
| 19. | "Sweet Talk"                                      | Flowers, Keuning, Stoermer, Vannucci                   |         |  |
| 20. | "This River Is Wild"                              | Flowers, Stoermer                                      |         |  |
| 21. | "Bones"                                           | Flowers, Stoermer, Vannucci                            |         |  |
| 22. | "Jenny Was a Friend of Mine"                      | Flowers, Stoermer                                      |         |  |
| 23. | "When You Were Young"                             | Flowers, Keuning, Stoermer, Vannucci                   |         |  |
| 24. | "Exitlude" (encerramento)                         | Flowers                                                |         |  |

| Faixas bônus |                                                          |                                      |         |  |
| N.º          | Título                                                   | Compositor(es)                       | Duração |  |
| 25.          | "Tranquilize" (Ao vivo do Oxegen Festival de 2009)       | Flowers, Keuning, Stoermer, Vannucci |         |  |
| 26.          | "Human" (Ao vivo de Hyde Park, Londres)                  | Flowers, Keuning, Stoermer, Vannucci |         |  |
| 27.          | "Mr. Brightside" (Ao vivo de Hyde Park, Londres)         | Flowers, Keuning                     |         |  |
| 28.          | "Smile Like You Mean It" (Ao vivo do V Festival de 2009) | Flowers, Stoermer                    |         |  |
| 29.          | "When You Were Young" (Ao vivo do V Festival de 2009)    | Flowers, Keuning, Stoermer, Vannucci |         |  |

| CD             |                                                                 |         |  |
| N.º            | Título                                                          | Duração |  |
| 1.             | "Human" (Flowers, Dave Keuning, Mark Stoermer, Ronnie Vannucci) | 5:29    |  |
| 2.             | "This Is Your Life"                                             | 3:38    |  |
| 3.             | "Somebody Told Me"                                              | 3:21    |  |
| 4.             | "The World We Live In"                                          | 4:24    |  |
| 5.             | "I Can't Stay" (versão estendida com piano)                     | 4:51    |  |
| 6.             | "Bling (Confession of a King)" (versão estendida)               | 6:28    |  |
| 7.             | "Shadowplay" (cover do Joy Division)                            | 4:04    |  |
| 8.             | "Smile Like You Mean It"                                        | 4:18    |  |
| 9.             | "Losing Touch"                                                  | 4:10    |  |
| 10.            | "Spaceman" (versão estendida)                                   | 5:24    |  |
| 11.            | "A Dustland Fairytale" (versão estendida)                       | 4:57    |  |
| 12.            | "Sam's Town" (versão acústica)                                  | 4:03    |  |
| 13.            | "Read My Mind"                                                  | 4:22    |  |
| 14.            | "Mr. Brightside"                                                | 3:53    |  |
| 15.            | "All These Things That I've Done"                               | 5:55    |  |
| 16.            | "Jenny Was a Friend of Mine"                                    | 4:27    |  |
| 17.            | "When You Were Young"                                           | 4:43    |  |
| Duração total: | Duração total:                                                  | 78:18   |  |

## Recepção

### Crítica
| Críticas profissionais | Críticas profissionais |
| Avaliações da crítica  | Avaliações da crítica  |
| Fonte                  | Avaliação              |
| ---------------------- | ---------------------- |
| Allmusic               | [ 7 ]                  |
| Starpulse              | [ 8 ]                  |
| IGN                    | [ 9 ]                  |
| Rolling Stone          | [ 10 ]                 |
| Contact Music          | (Favorável)            |
| The A.V. Club          | (A-)                   |

A resposta da crítica especializada ao lançamento do Live from the Royal Albert Hall foi bem positiva. O Starpulse disse que este DVD "pode ser o melhor álbum ao vivo desde Aloha From Hawaii do Elvis, 36 anos atrás. É nada menos que o rock and roll em seu melhor". A revista Rolling Stone também deu um paracer positivo e disse que "Brandon Flowers não canta: ele testifica." A Entertainment Weekly colocou este DVD em sua lista de "Must List" ("Obrigatório ver"), dizendo que "quando Flowers canta a canção "When You Were Young" ocorre uma 'explosão' e os fãs começam a pular e berrar, é incrivel como aquelas paredes de 138 anos aguentaram."

### Comercial
O Live from the Royal Albert Hall foi o quarto DVD que mais vendido no Reino Unido em 2009, com mais de 84 000 unidades comercializadas em menos de sete semanas após seu lançamento e, até a presente data, já vendeu mais de 500 000 cópias pelo mundo.

### Performance do álbum
| País     | Melhor posição | Certificações | Vendas  |
| -------- | -------------- | ------------- | ------- |
| Alemanha | 60             | -             | -       |
| Espanha  | 42             | -             | 10 000+ |
| Holanda  | 35             | -             | 10 000+ |
| México   | 5              | Ouro          | 35 000+ |

### Performance do DVD
| Paradas musicais                              | Melhor posição | Certificações | Vendas   |
| --------------------------------------------- | -------------- | ------------- | -------- |
| Brasil - ABPD                                 | 7              | Ouro          | 25 000+  |
| Reino Unido - UK Music DVD Chart              | 2              | 2× Platina    | 100 000+ |
| Reino Unido - UK DVD Chart[carece de fontes?] | 12             | 2× Platina    | 100 000+ |
| Irlanda - Irish Music DVD Chart               | 1              | Platina       | 10 000+  |
| Austrália - ARIA Music DVD Chart              | 5              | Platina       | 15 000+  |
| Estados Unidos - Music DVD Chart              | 1              | Platina       | 150 000+ |

| Paradas de fim de ano (2009)           | Posição |
| -------------------------------------- | ------- |
| UK Music DVD Chart of 2009             | 4       |
| Austrália ARIA Music DVD Chart de 2009 | 49      |

## Histórico de lançamento
| País           | Data                   | Gravadora | Formato |
| -------------- | ---------------------- | --------- | ------- |
| Estados Unidos | 3 de novembro de 2009  | Island    | iTunes  |
| Reino Unido    | 9 de novembro de 2009  | Mercury   | DVD/CD  |
| Estados Unidos | 10 de novembro de 2009 | Island    | DVD/CD  |
| Estados Unidos | 10 de novembro de 2009 | Island    | Blu-ray |